# 白铁石
白铁石（1908年—？），男，直隶（今河北）秦皇岛人，中华人民共和国政治人物，曾任河北省政协副主席。